# Repubblica di Genova
(Enunciazione di totale sovranità della repubblica di Genova)
La Repubblica di Genova (Repúbrica de Zêna, /ɾe'pybɾika de 'ze:na/ in ligure, Res publica Genuensis o Ianuensis in latino; ufficialmente fino al 1528 Compagna Communis Ianuensis e dal 1580 Serenissima Repubblica di Genova) è stata una repubblica marinara, esistente dal 1099 al 1797, che aveva come capitale la città di Genova. Durante il basso Medioevo fu una delle principali potenze commerciali del mar Mediterraneo e del Mar Nero, mentre fra XVI e XVII secolo rappresentò uno dei maggiori poli finanziari d'Europa.
Durante la sua storia di oltre sette secoli, Genova stabilì diverse colonie attraverso il Mar Mediterraneo e il Mar Nero,  alcune di esse furono costituite direttamente sotto il patrocinio delle autorità della Repubblica per sostenere l'economia dei mercanti locali, mentre altre nacquero come possedimenti feudali di nobili genovesi. La colonizzazione genovese è considerata l'antecedente medievale della colonizzazione moderna.
Soprannominata La Superba da Francesco Petrarca, per le sue glorie sui mari e gli impressionanti monumenti, la repubblica è stata conosciuta anche con gli appellativi: la Dominante, la Dominante dei mari e la Repubblica dei magnifici.
Dal 1339 fino all'estinzione dello stato nel 1797, la massima carica della Repubblica fu il Doge, originariamente eletto con carica perpetua, dopo il 1528 fu eletto con carica biennale. Tuttavia, in realtà, la Repubblica era un'oligarchia governata da un piccolo gruppo di famiglie mercantili, dalle quali venivano scelti i dogi.
Genova si scontrò vittoriosamente con la Repubblica di Pisa nella battaglia della Meloria nel 1284 per il predominio sul mar Tirreno e fu eterna rivale di Venezia nella spartizione del Mediterraneo; fu una celebrata repubblica marinara ed oggi il suo stemma è raffigurato nella bandiera della Marina Italiana.
Avendo già perso gran parte del suo prestigio storico, la repubblica si estinse nel 1797 a causa della Campagna d'Italia di Napoleone, diventando così una repubblica sorella della Prima Repubblica francese, con il nome di Repubblica Ligure (dal 1797 al 1805), sino all'annessione all'impero francese. Dopo la caduta di Napoleone, il Congresso di Vienna deliberò l'annessione della Liguria al Regno di Sardegna, precededuta da una effimera ricostituzione come Repubblica genovese, la cui fine si ebbe fra il 1814 e il 1815.

## Storia

### Dalla "Compagna Communis" ai dogi perpetui

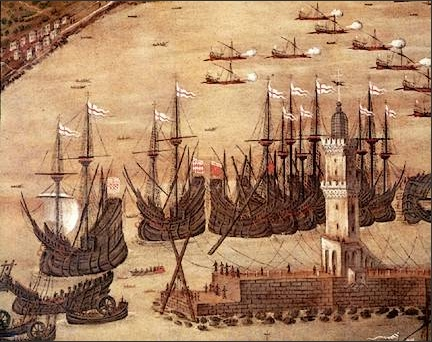
Genova nel 1481

Genova cominciò a rendersi autonoma dal Sacro Romano Impero intorno al 1096, come libero Comune, partecipando poi alla prima crociata (avendo la concessione dell'uso della croce rossa nello stemma).
Inizialmente chiamata Compagna Communis, la denominazione "repubblica" fu ufficializzata solamente nel 1528 per iniziativa dell'ammiraglio Andrea Doria. Il suo territorio fu quindi amministrato fin dal Medioevo da consoli, podestà e capitani del popolo, dal 1099 al 1339, che costituiranno le prime "versioni" statali e repubblicane: la prima, la seconda e la terza repubblica.
Al crescere di una sempre più potente repubblica marinara, però, si contrapposero nella gestione politica cittadina momenti di tensione, scontri e "voglia di potere" delle più influenti famiglie genovesi, ulteriormente divise tra fazioni guelfe e ghibelline.
Tra le casate nobiliari che di fatto si spartirono l'autorità cittadina in epoca medievale figurarono gli Adorno, i Fregoso, i Guarco, i Montaldo, i Doria, gli Spinola, i Fieschi, i Grimaldi e i Lomellini.
Solamente nel XIV secolo nella repubblica di Genova fu attuata una riforma governativa di tipo oligarchico - la cosiddetta "quarta repubblica" - che coi primi dogi eletti a vita (il primo fu, il 23 settembre 1339, Simone Boccanegra) s'alternarono anche le soggezioni al ducato di Milano (ai Visconti prima e agli Sforza poi) e ai sovrani francesi Carlo VI, Carlo VII, Luigi XII e Francesco I.
In queste fasi storiche - dove, di fatto, le dedizioni della repubblica si trasformarono politicamente in vere e proprie dominazioni straniere pur conservando una debole autonomia territoriale - alla guida dello Stato subentrarono governatori e luogotenenti in maggioranza non liguri, ma anche genovesi con le nomine di quegli esponenti nobiliari considerati "vicini" alla potestà vigente, addirittura ex dogi a vita che per "responsabilità di stato" o per ambizione personale scelsero di rinunciare al loro dogato e di fatto consegnare più volte la repubblica ai menzionati Stati; una caratteristica che legò tre dogi della famiglia Adorno (Antoniotto I, Antoniotto II e Prospero) e due Fregoso (Paolo e Ottaviano).

### Secoli XI e XII
Nel 1087 flotte genovesi e pisane guidate da Uguccione da Pisa e accompagnate da truppe provenienti da Pantaleone di Amalfi, Salerno e Gaeta, attaccarono la città nordafricana di Mahdia, capitale del Califfato dei Fatimidi. L'attacco, sostenuto da papa Vittore III, divenne noto come la Crociata di Mahdia. Gli aggressori catturarono la città, ma non riuscirono a trattenerla contro le forze arabe. Dopo l'incendio della flotta araba nel porto della città, le truppe genovesi e pisane si ritirarono. La distruzione della flotta araba diede il controllo del Mediterraneo occidentale a Genova, Venezia e Pisa. Ciò consentì all'Europa occidentale di rifornire via mare le truppe della Prima crociata del 1096-1099.
Nel 1092, Genova e Pisa, in collaborazione con Alfonso VI di León, attaccarono la Taifa musulmana di Valencia. Inoltre assediarono senza successo Tortosa con il sostegno delle truppe di Sancho Ramírez d'Aragona. Nei suoi primi secoli Genova era un'importante città commerciale e il suo potere cominciò ad aumentare.
Genova iniziò ad espandersi durante la prima crociata. Dodici galere, una nave e 1.200 soldati genovesi si unirono alla crociata. Le truppe genovesi, guidate dai nobili, salparono nel luglio 1097. La flotta genovese trasportava e forniva supporto navale ai crociati, principalmente durante l'Assedio di Antiochia nel 1098, quando la flotta genovese bloccò la città mentre le truppe fornirono supporto durante l'assedio. Nell'Assedio di Gerusalemme nel 1099 balestrieri genovesi guidati da Guglielmo Embriaco agirono come unità di supporto contro i difensori della città.
Dopo la presa di Antiochia il 3 maggio 1098, Genova strinse un'alleanza con Boemondo I, che divenne il sovrano del Principato d'Antiochia. Di conseguenza, il monarca concesse ai genovesi una sede, la chiesa di San Giovanni e 30 case ad Antiochia. Il 6 maggio 1098 una parte dell'esercito genovese tornò a Genova con le reliquie di Giovanni Battista, concesse alla Repubblica di Genova come parte della loro ricompensa per aver fornito supporto militare alla Prima Crociata. Molti insediamenti in Medio Oriente furono dati a Genova così come accordi commerciali favorevoli.
I crociati genovesi portarono a casa un calice di vetro verde dal Levante, che i genovesi considerarono a lungo il Graal.
Genova in seguito strinse un'alleanza con il re Baldovino I di Gerusalemme. Per assicurarsi l'alleanza Baldovino diede a Genova un terzo della signoria di Arsuf, un terzo di Caesarea e un terzo di Acri e del suo porto. Inoltre la Repubblica di Genova riceveva 300 bisante all'anno e un terzo della conquista di Baldovino ogni volta che 50 o più soldati genovesi si univano alle sue truppe.
Il ruolo della Repubblica come potenza marittima nella regione assicurò molti accordi commerciali favorevoli ai mercanti genovesi. Vennero a controllare gran parte del commercio dell'Impero bizantino, Tripoli, il Principato d'Antiochia, il Regno armeno di Cilicia e l'Egitto. Anche se Genova mantenne i diritti di libero scambio in Egitto e Siria, perse alcuni dei suoi possedimenti territoriali dopo le campagne di Saladino in quelle aree alla fine del XII secolo.
Nel 1147, Genova prese parte all'assedio di Almería, aiutando Alfonso VII di León a riconquistare quella città dai musulmani. Dopo la conquista la repubblica affittò il suo terzo della città a uno dei suoi cittadini, Ottone di Bonvillano, che giurò fedeltà alla repubblica e promise di custodire la città con trecento uomini in ogni momento. Ciò dimostra come i primi sforzi di Genova per espandere la sua influenza comportassero l'invasione di privati cittadini nel comune e il controllo indiretto dei territori d'oltremare, piuttosto che attraverso l'amministrazione repubblicana. Nel 1148 si unì alle battaglie di Almeria e Tortosa e aiutò il conte Raimondo Berengario IV di Barcellona a prendere Tortosa, per la quale ne ha ricevuto anche una terza.
Nel corso dell'XI e in particolare del XII secolo, Genova divenne la forza navale dominante nel Mediterraneo occidentale, poiché le sue precedenti rivali Pisa e Amalfi diminuirono d'importanza. Genova (insieme a Venezia) riuscì a conquistare una posizione centrale nella tratta degli schiavi nel Mediterraneo in questo momento. Questo lasciò la Repubblica con un solo grande rivale nel Mediterraneo: Venezia.

### Secoli XIII e XIV

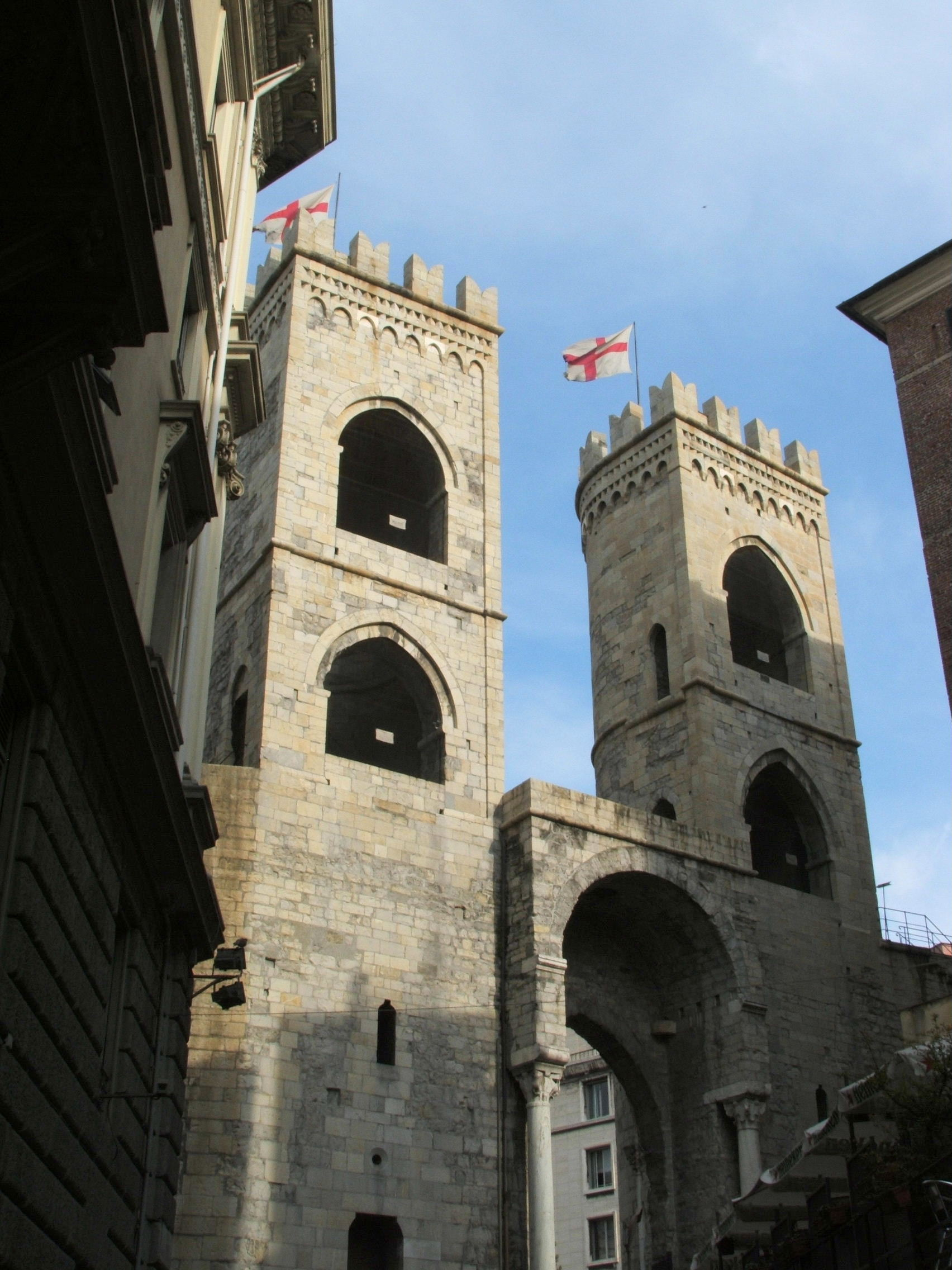
Porta Soprana

La rivalità commerciale e culturale di Genova e Venezia ebbe luogo durante il XIII secolo. La Repubblica di Venezia svolse un ruolo significativo nella Quarta crociata, dirottando le energie "latine" verso la rovina della sua attuale rivale commerciale, Costantinopoli. Di conseguenza, il sostegno veneziano del neoimposto Impero latino significava che i diritti commerciali veneziani venivano applicati e Venezia ottenne il controllo di gran parte del commercio del Mediterraneo orientale.
Per riprendere il controllo del commercio, la Repubblica di Genova s'alleò con Michele VIII Paleologo, Imperatore di Nicea, che voleva ripristinare l'Impero bizantino riconquistando Costantinopoli. Nel marzo 1261 a Ninfeo fu firmato il trattato di alleanza. Il 25 luglio 1261, le truppe di Nicea al comando di Alessio Melisseno Strategopulo riconquistarono Costantinopoli. Di conseguenza, l'equilibrio del favore si spostò verso Genova, a cui furono concessi i diritti di libero scambio nell'Impero di Nicea. Oltre al controllo del commercio nelle mani dei mercanti genovesi, Genova ricevé porti e stazioni di passaggio in molte isole e insediamenti nel Mar Egeo. Le isole di Chio e Lesbo divennero stazioni commerciali di Genova così come la città di Smirne.
Nello stesso secolo la Repubblica conquistò molti insediamenti in Crimea, dove si stabilì la colonia genovese di Caffa. L'alleanza col restaurato impero bizantino accrebbe la ricchezza e il potere di Genova e contemporaneamente diminuì il commercio veneziano e pisano. L'impero bizantino aveva concesso a Genova la maggior parte dei diritti di libero scambio. Nel 1282 Pisa tentò di prendere il controllo del commercio e dell'amministrazione della Corsica, dopo essere stata chiamata in aiuto dal giudice Sinucello che si ribellò contro Genova. Nell'agosto del 1282 una parte della flotta genovese bloccò il commercio pisano vicino al fiume Arno.
Durante il 1283 sia Genova che Pisa fecero preparativi di guerra. Genova costruì 120 galere, 60 delle quali appartenute alla Repubblica, mentre le altre 60 galere furono affittate a privati. Più di 15.000 mercenari furono assunti come rematori e soldati. La flotta pisana evitò i combattimenti e tentò di logorare la flotta genovese nel 1283. Il 5 agosto 1284, nella Battaglia della Meloria, la flotta genovese, composta da 93 navi guidate da Oberto Doria e Benedetto Zaccaria, sconfisse la flotta pisana, che consisteva di 72 navi ed era guidata da Albertino Morosini e Ugolino della Gherardesca. Genova catturò 30 navi pisane e ne affondò sette. Durante la battaglia furono uccisi circa 8.000 pisani, più della metà delle truppe pisane, che erano circa 14.000. La sconfitta di Pisa, che non si riprese mai del tutto come concorrente marittimo, portò Genova al controllo del commercio della Corsica. La città sarda di Sassari, che era sotto il controllo pisano, divenne un comune o sedicente "libero comune" controllato da Genova. Il controllo della Sardegna, tuttavia, non passò definitivamente a Genova: i re aragonesi di Napoli ne contestarono il controllo e non lo assicurarono fino al XV secolo.
I mercanti genovesi si spinsero a sud, verso l'isola di Sicilia, e verso i nordafricani musulmani, dove i genovesi stabilirono postazioni commerciali, inseguendo l'oro che viaggiava attraverso il Sahara e stabilendo depositi atlantici fino a Salé e Safi. Nel 1282 la popolazione siciliana del Regno di Sicilia si ribellò al dominio angioino. La rivolta, nota come i Vespri siciliani, portò alla separazione della Sicilia dalla parte continentale del Regno, sotto la guida di sovrani di origine aragonese. Genova, che aveva sostenuto gli aragonesi, ottenne il libero scambio e il diritto di esportazione nel Regno di Sicilia. Anche i banchieri genovesi beneficiavano di prestiti alla nuova nobiltà siciliana. La Corsica fu formalmente annessa nel 1347.
A seguito della contrazione economica in Europa alla fine del Trecento e della lunga guerra con Venezia, culminata nella sconfitta nella guerra di Chioggia nel 1380, Genova entrò in declino. Prima della guerra di Chioggia, che durò dal 1379 al 1381, i genovesi avevano goduto di un'ascesa navale che era la fonte del loro potere e della loro posizione all'interno dell'Italia settentrionale. La sconfitta genovese privò Genova di questa supremazia navale, la spinse fuori dai mercati del Mediterraneo orientale e iniziò il declino della potente repubblica mariana. la crescita del potere del Impero ottomano tagliò anche l'emporia genovese nell'Egeo e il commercio del Mar Nero fu ridotto.

### L'età d'oro delle banche genovesi
Sebbene non ben studiata, la Genova del XV secolo sembra essere stata tumultuosa. La città aveva una forte tradizione nel commercio di merci del Levante e la sua competenza finanziaria era riconosciuta in tutta Europa. Dopo un breve periodo di dominazione francese dal 1394 al 1409, Genova passò sotto il dominio dei Visconti di Milano. Genova ha perso la Sardegna alla Corona d'Aragona, la Corsica a rivolta interna, e le sue colonie del Medio Oriente, dell'Europa orientale e dell'Anatolia all'Impero ottomano.

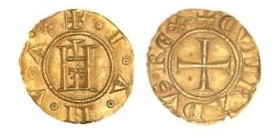
Una moneta (genovino) coniata dalla repubblica, XIII secolo

Nel XV secolo furono fondate a Genova due delle prime banche del mondo: la Banco di San Giorgio, fondata nel 1407, che era la più antica banca di deposito statale del mondo alla sua chiusura nel 1805 e la Banca Carige, fondata nel 1483 come un monte di Pietà, esistita fino al novembre del 2022 quando è stata incorporata in BPER.
Minacciato da Alfonso V d'Aragona, il Doge di Genova nel 1458 cedette la Repubblica ai Francesi, facendone il Ducato di Genova sotto il controllo di Giovanni II, governatore reale francese. Tuttavia, con l'appoggio di Milano, Genova si ribellò e la Repubblica fu restaurata nel 1461. I milanesi cambiarono quindi schieramento, conquistando Genova nel 1464 e tenendola in feudo della corona francese. Tra il 1463-1478 e il 1488-1499, Genova era sotto il dominio degli Sforza. Dal 1499 al 1528, la Repubblica raggiunse il suo punto più basso, essendo sotto l'occupazione francese quasi continua. Gli spagnoli, con i loro alleati intramurali, la "vecchia nobiltà" trincerata nelle montagne alle spalle di Genova, catturarono la città il 30 maggio 1522 e la sottoposero a un saccheggio spietato. Quando il grande ammiraglio Andrea Doria della potente famiglia Doria si alleò con lo stato Pontificio contro l'imperatore Carlo V per estromettere gli spagnolifonte e ristabilire l'indipendenza di Genova, si aprì una rinnovata prospettiva: il 1528 segna il primo prestito delle banche genovesi a Carlo.

Sotto la conseguente ripresa economica, molte famiglie aristocratiche genovesi, come i Balbi, i Doria, i Grimaldi, gli Imperiale, i Pallavicini e i Serra, accumularono fortune enormi. Secondo Felipe Fernández-Armesto e altri, le pratiche sviluppate da Genova nel Mediterraneo, come la schiavitù dei beni mobili, furono cruciali nell'esplorazione e nello sfruttamento del Nuovo Mondo.

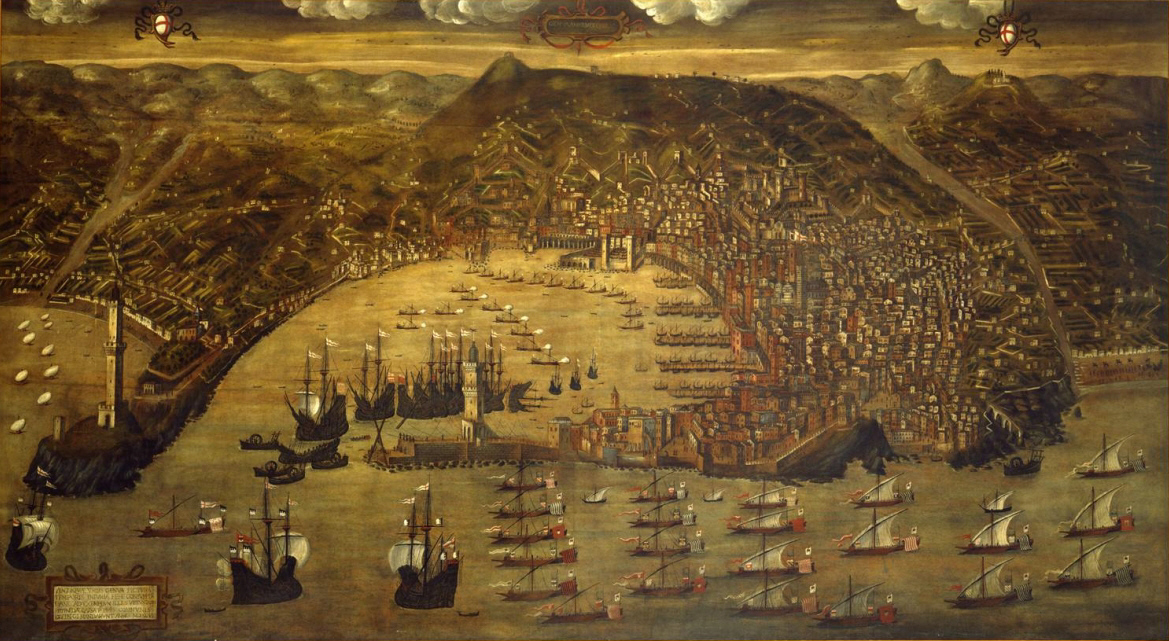
Veduta di Genova nell'anno 1481

Al momento del picco economico di Genova nel XVI secolo, la città attrasse molti artisti, tra cui Peter Paul Rubens, Caravaggio e Antoon van Dyck. L'architetto Galeazzo Alessi progettò molti degli splendidi palazzi della città, così come nei decenni successivi al cinquantennio Bartolomeo Bianco, progettista dei capolavori dell'Università di Genova. Un certo numero di artisti barocchi e rococò genovesi si stabilirono altrove e un certo numero di artisti locali divennero importanti.
Da allora in poi, Genova subì una sorta di rinascita come nuovo associato dell'Impero spagnolo, con banchieri genovesi, in particolare, finanziando molte delle imprese estere della corona spagnola dalle loro case di contabilità a Siviglia. Fernand Braudel ha addirittura definito il periodo dal 1557 al 1627 "l'età dei genovesi", "di una regola così discreta e sofisticata che gli storici per lungo tempo non l'hanno notata", sebbene chi passa davanti a brillanti facciate manieriste e barocche dei palazzi lungo la Strada Nova (oggi Via Garibaldi) o via Balbi a Genova non può non notare che vi era una ricchezza cospicua, che in realtà non era genovese ma concentrata nelle mani di una fitta cerchia di banchieri-finanzieri, "veri capitalisti". Il commercio di Genova, tuttavia, rimase strettamente dipendente dal controllo delle foche del Mediterraneo e la perdita di Chio per mano dell'Impero Ottomano, nel 1566, fu un duro colpo.
A compensazione della perdita del territorio genovese contro gli Ottomani, dal 1520 circa i genovesi controllarono il porto di Panama, il primo porto sul Pacifico, fondato dalla conquista delle Americhe. I genovesi ottennero dagli spagnoli la concessione di sfruttare il porto principalmente per la tratta degli schiavi del nuovo mondo sul Pacifico, fino alla distruzione della città primordiale nel 1671. Nel frattempo nel 1635 Don Sebastián Hurtado de Corcuera, l'allora governatore spagnolo di Panama, aveva reclutato genovesi, peruviani e panamensi come soldati per muovere guerra ai musulmani nelle Filippine e per fondare la città di Zamboanga.
L'apertura per il consorzio bancario genovese fu il fallimento dello stato di Filippo II di Spagna nel 1557, che gettò nel caos le case bancarie tedesche e pose fine al regno dei Fugger come finanzieri spagnoli. I banchieri genovesi fornirono all'ingombrante sistema asburgico un credito fluido e un reddito regolare e affidabile. In cambio, le spedizioni meno affidabili d'argento americano furono rapidamente trasferite da Siviglia a Genova, per fornire capitali per ulteriori imprese.
Il banchiere genovese Ambrogio Spinola, ad esempio, creò e guidò un esercito che combatté nella guerra degli ottant'anni nei Paesi Bassi all'inizio del XVII secolo. Il declino della Spagna nel XVII secolo portò anche il rinnovato declino di Genova, e le frequenti bancarotte della corona spagnola, in particolare, rovinarono molte delle case mercantili di Genova. Nel 1684 la città fu pesantemente bombardata da una flotta francese come punizione per la sua alleanza con la Spagna.

## Il declino, la caduta nel 1797 e la breve rinascita del 1814
Gli scontri bellici con il ducato di Savoia nel corso del Seicento, il bombardamento navale francese del 1684 e i moti rivoluzionari legati alla guerra di successione austriaca della prima metà del Settecento, al fine di conseguire neutralità e indipendenza economica rispetto alle due maggiori potenze europee quali la Francia e la Spagna, portarono la repubblica in un periodo di declino.
Durante la guerra di successione austriaca il 5 dicembre 1746 scoppiò la rivolta di Genova nel quartiere di Portoria, dove i cittadini genovesi insorsero contro gli austriaci liberando la città dopo giorni di combattimenti. L'evento è noto anche grazie all'azione del giovane Balilla che per primo, con il lancio di pietre, si oppose agli austriaci.
Già nel 1794-1795 gli echi rivoluzionari provenienti dalla Francia giunsero a Genova, anche grazie a propagandisti e fuoriusciti genovesi riparati nel vicino Stato d'oltralpe, e proprio nel 1794 fu sventata una cospirazione contro la classe dirigente aristocratica e ancora oligarchica che, di fatto, già si preparava nei palazzi genovesi del potere. Fu però nel maggio del 1797 che l'intento dei giacobini genovesi e di cittadini francesi di rovesciare il governo del doge Giacomo Maria Brignole, come accaduto nell'antica nemica Venezia, prese corpo dando vita nelle strade ad una guerra fratricida tra oppositori e sostenitori popolari al sistema dogale vigente.
Il diretto intervento del generale Napoleone Bonaparte (durante la Campagna d'Italia) e dei suoi rappresentanti a Genova fu l'atto finale che portò alla caduta della Repubblica nei primi giorni di giugno e alla nascita della Repubblica Ligure dal 14 giugno 1797. In piazza Acquaverde fu bruciato il Libro d'oro della nobiltà.
La Repubblica ligure ebbe vita breve e, nel giugno 1805, passò sotto il napoleonico Primo Impero francese.
Con la caduta dell'imperatore corso, e il successivo Congresso di Vienna, Genova riconquistò un'effimera indipendenza, col nome di Repubblica Genovese, durata meno di un anno. Il congresso stabilì l'annessione dei territori - e quindi della Liguria intera con l'Oltregiogo e l'isola di Capraia - al regno di Sardegna, governato dalla casata reale dei Savoia contravvenendo al principio di restaurare i legittimi governi e le monarchie precedenti al periodo napoleonico.

## Le riforme del 1528, del 1576 e i dogi biennali

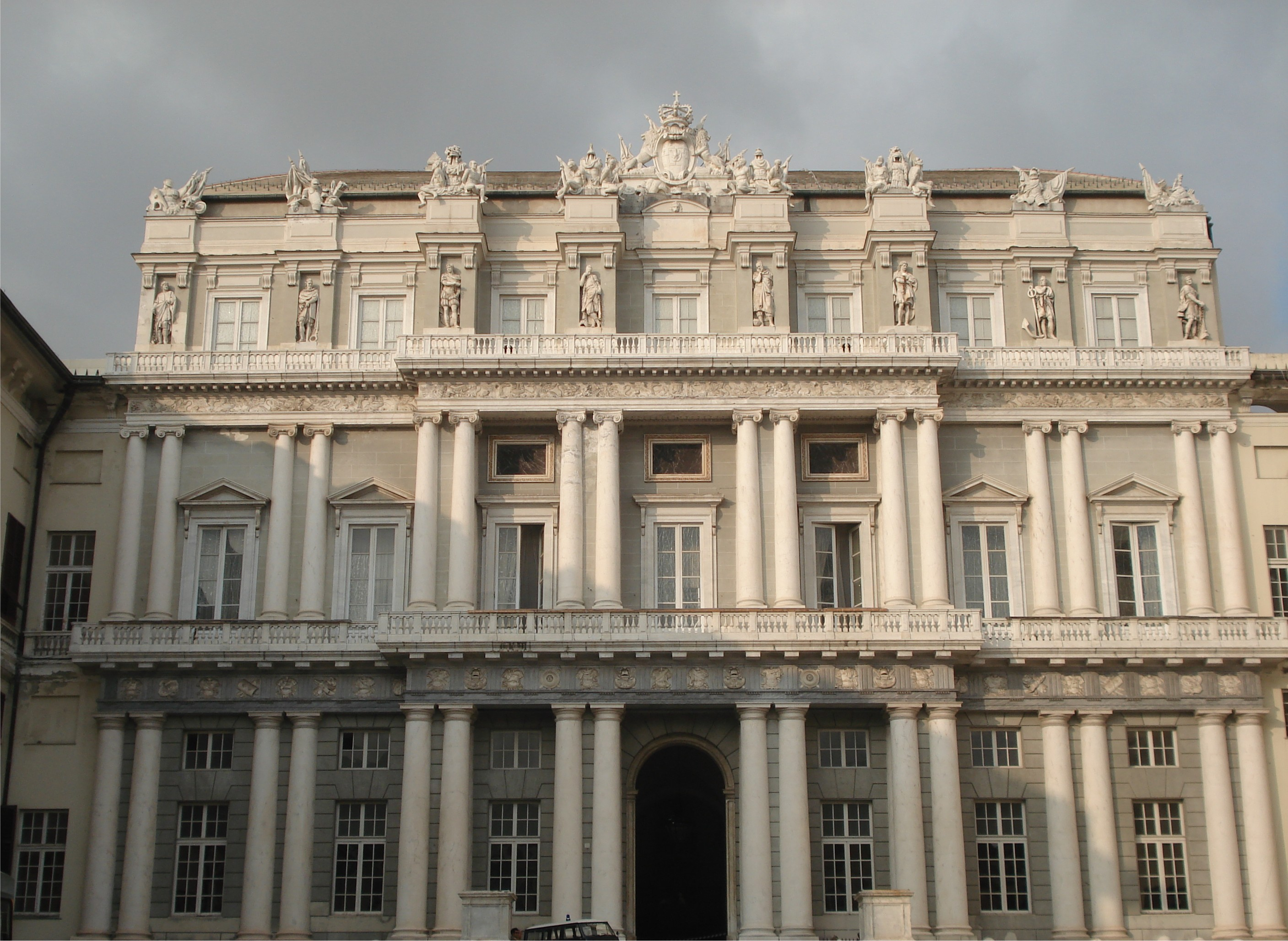
Il Palazzo Ducale (Genova)

Fu l'ammiraglio onegliese Andrea Doria a dare una svolta politica e storica con un radicale cambiamento della struttura di uno Stato che, dopo l'ennesima sottomissione alla Francia, nel 1528 conobbe una nuova indipendenza e soprattutto stabilità con l'accordo delle 250 famiglie più potenti della repubblica.
La "riforma nuova" del 1528 aumentò a 28 il numero degli "alberghi nobiliari" con l'ingresso di nuove casate genovesi affiliate, alle più importanti e storiche stirpi, causa della doppia denominazione del cognome di molti dogi; l'istituzione del maggior e minor consiglio della repubblica (il maggior, detto anche gran consiglio era quello che, di fatto, eleggeva il nuovo doge tramite votazione a maggioranza tra una rosa di candidati) con un nuovo sistema di elezione e di alternanza dei vari membri dei due consigli (la nota estrazione a sorte tramite bussolotti); nascita, revisione e ruoli di alcune figure istituzionali quali senatori, procuratori e supremi sindacatori utili sia alla "macchina dello stato" che per il lavoro amministrativo e legislativo del doge. Altra importante riforma, oltre all'elezione dogale, fu quella del mandato che da perpetuo divenne biennale: un nuovo sistema aristocratico e dell'alternanza tra le due principali nobiltà "vecchia" e "nuova" che fu alla base della "quinta repubblica", l'ultima.
Successive riforme nel 1547 (dopo la congiura dei Fieschi) e nel 1576 porteranno a minori modifiche dell'istituzione dogale (l'alternanza e il mandato biennale furono però mantenuti) che accompagnarono nei due secoli successivi una repubblica di Genova al suo massimo splendore, in un clima politico interno equilibrato.

## Governo

### Le forme di governo

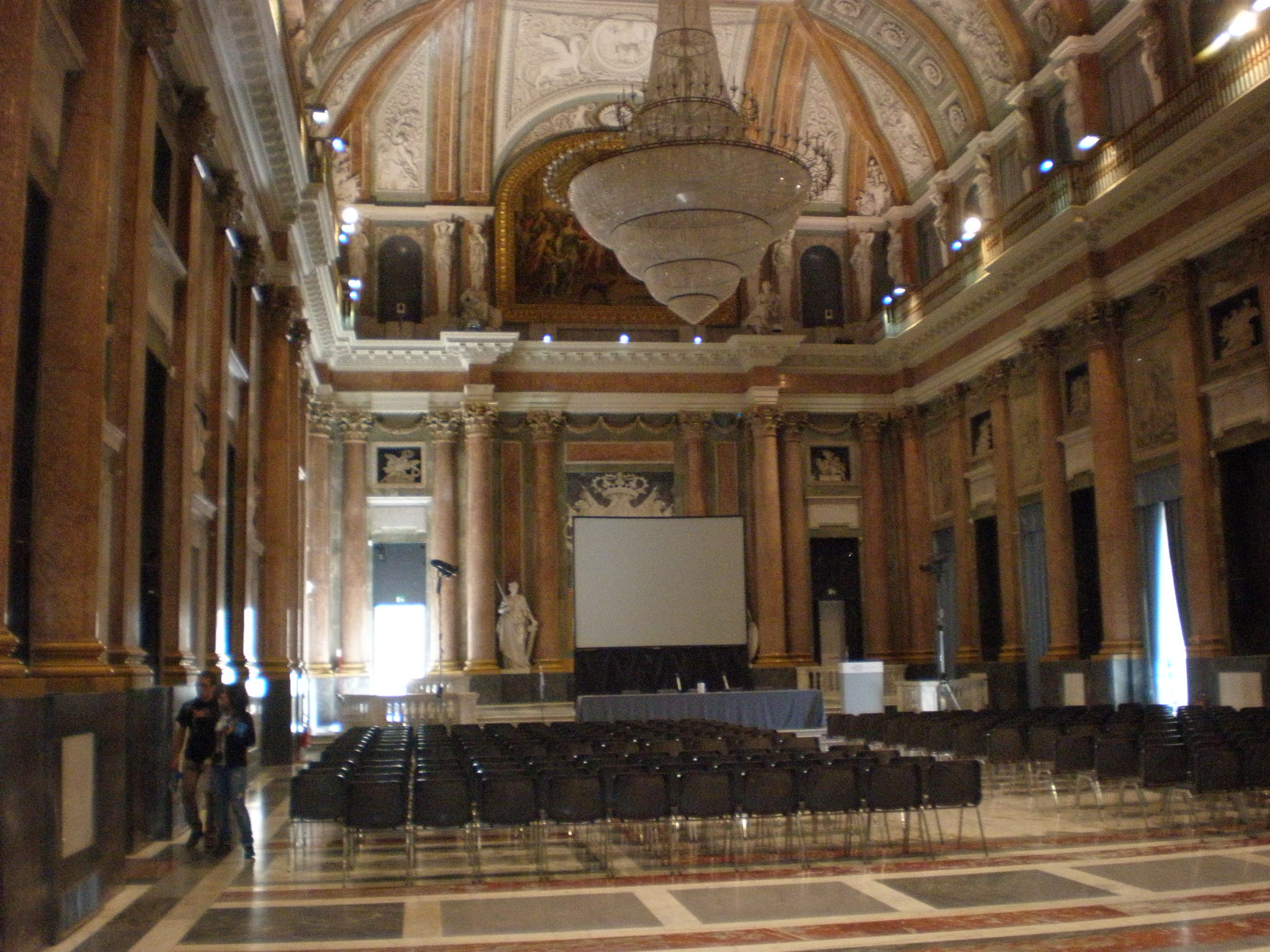
La Sala del Maggior Consiglio nel Palazzo ducale

La storia di Genova, del genovesato e della repubblica che ne resse a lungo le sorti, ma anche dei governi che via via si alternarono alla guida della città, per giungere fino al periodo dei dogi, è ripercorribile attraverso il lavoro degli storici che hanno proseguito l'opera di narrazione iniziata alla fine dell'XI secolo da Caffaro da Caschifellone (storico ed egli stesso console comunale) con i suoi "annali".

Aveva avuto, altresì, l'opportunità di scrivere Matteo Senarega (doge dal 1595 al 1597) nel Discorso sopra la Città e la Repubblica di Genova:
Suddividendo l'epoca storica della repubblica di Genova in cinque distinti periodi si hanno così: una prima Repubblica, detta dei Consoli; una seconda, dei Podestà; una terza, dei Capitani del Popolo; una quarta, dei dogi a vita; una quinta, dei dogi eletti con carica biennale.
La repubblica consolare fu, sostanzialmente, di forma democratica, mentre quelle dei podestà e dei capitani del popolo restaurarono in maniera forte il rapporto, spesso conflittuale, fra autorità e libertà; i dogi perpetui dal canto loro si proclamarono popolari, pur sconfinando talvolta nell'oligarchia; infine la quinta repubblica fu istituzionalmente aristocratica. Per consuetudine, a Genova i prelati non potevano assumere cariche pubbliche.
Questa, in ordine cronologico, la sequenza delle cariche:
| Periodo   | Forma di governo                        | Note                                                              |
| --------- | --------------------------------------- | ----------------------------------------------------------------- |
| 1099-1129 | Consoli                                 | Riunivano le cariche dello Stato e dei Placiti                    |
| 1130-1216 | Podestà e/o Consoli dei Placiti         | cariche separate                                                  |
| 1217-1311 | Podestà, Capitano o Capitani del popolo |                                                                   |
| 1311-1314 | Vicari dell'imperatore Enrico VII       |                                                                   |
| 1314-1317 | Podestà                                 | l'ultimo Podestà non genovese è Zambellino di Bernardo, bresciano |
| 1317-1318 | Due capitani del Popolo                 | Diarchia                                                          |
| 1318-1335 | Vicari del re Roberto di Napoli         |                                                                   |
| 1335-1339 | Due capitani del Popolo                 | Diarchia                                                          |
| 1339-1528 | Dogi con carica a vita                  | il primo è Simone Boccanegra                                      |
| 1528-1797 | Dogi con carica biennale                |                                                                   |

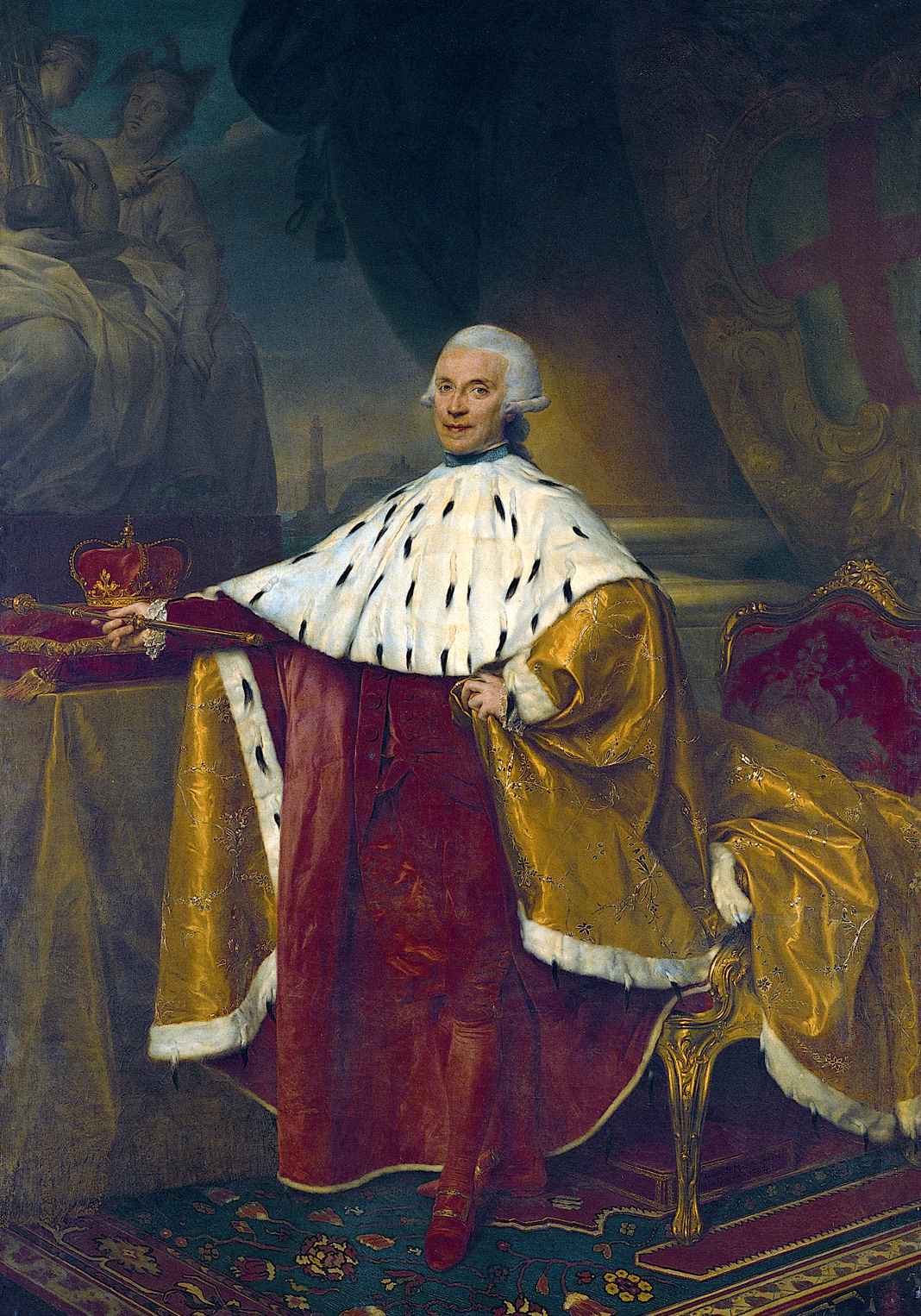
Michelangelo Cambiaso, terzultimo doge di Genova (1791-1793)

Fino al 1797 la repubblica fu governata da dogi e governatori (nei periodi di assoggettamento a Stati esteri, come le cosiddette "dedizioni"). La repubblica ricostituita il 26 aprile 1814, dopo la repubblica ligure e il dominio napoleonico, e durata fino al 7 gennaio 1815, ebbe come presidente del governo provvisorio Girolamo Serra.

### Principali famiglie aristocratiche

Stemma nobiliare della famiglia Fregoso (o Campofregoso), una delle famiglie più importanti nella storia della repubblica

Nei primi due secoli dall'istituzione a Genova del dogato a vita furono soprattutto le famiglie degli Adorno e dei Campofregoso a disputarsi la carica (gli Adorno ebbero sette dogi e i Campofregoso dieci).
Dopo la riforma del 1528, tra i settantanove "Dogi biennali" che salirono al potere, molti furono eletti tra un ristretto numero di nobili casate della città organizzate in 28 "alberghi", in particolare:
- Le famiglie Grimaldi e Spinola videro eletti undici dogi ciascuna.
- La famiglia Durazzo ebbe otto dogi.
- Le famiglie De Franchi, Giustiniani e Lomellini ebbero sette dogi ciascuna.
- Le famiglie Centurione e Doria ebbero sei dogi ciascuna.
- Le famiglie Cattaneo e Gentile ebbero cinque dogi ciascuna.
- La famiglia Brignole ebbe quattro dogi, che però cumularono cinque mandati biennali (infatti Giacomo Maria Brignole fu l'unico doge ad essere eletto due volte e fu l'ultimo nella storia di Genova).
- Le famiglie De Mari, Imperiale, Invrea e Negrone ebbero quattro dogi ciascuna.
- Le famiglie Guarco, Pallavicini e Sauli tre dogi.
- Le famiglie Balbi, Cambiaso, Chiavari, Della Torre, Lercari, Pinelli, Promontorio, Veneroso, Viale e Zoagli ebbero due dogi ciascuna.
- Infine un solo doge fu eletto tra i membri di ciascuna delle seguenti casate: Assereto, Ayroli, Canevaro, Chiavica Cibo, Clavarezza, Da Passano, De Ferrari, De Fornari, De Marini, Della Rovere, Di Negro, Ferreti, Franzoni, Frugoni, Garbarino, Giudice Calvi, Odone, Saluzzo, Senarega, Vacca (Vaccari) e Vivaldi.

Altre influenti prosapie della repubblica di Genova furono quella dei Fieschi (che furono conti di Lavagna e diedero alla Chiesa due Papi: Innocenzo IV e Adriano V) e quella dei Gattilusio, che furono signori di numerose terre nel mar Egeo (Lemno, Lesbo, Eno, Samotracia).

### L'organizzazione territoriale

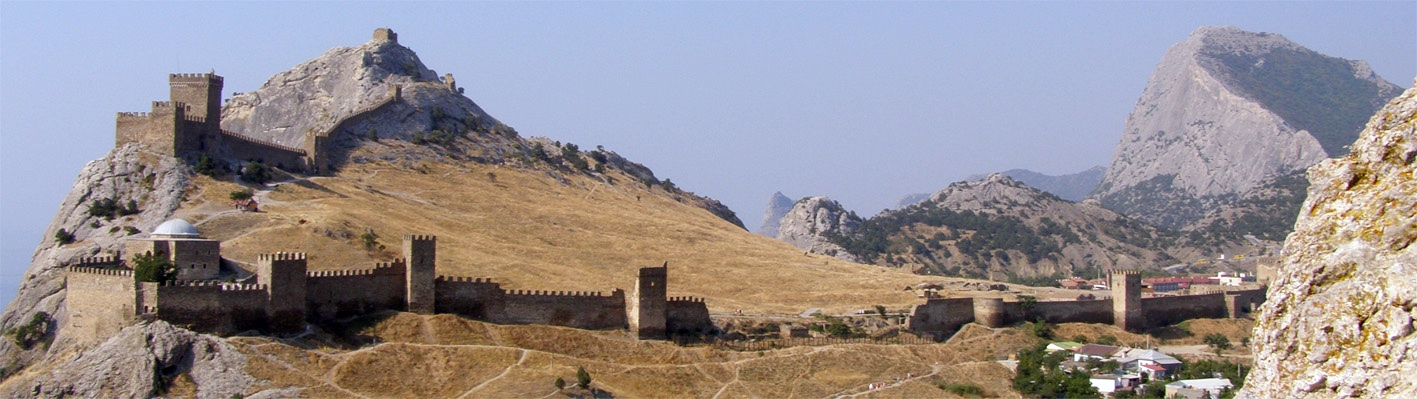
Fortezza genovese a Soldaia, Crimea

La repubblica di Genova, nel corso della sua storia, estese il proprio dominio diretto nei seguenti territori: Liguria e alcune zone limitrofe (tra le quali in particolare l'Oltregiogo), Corsica, Gorgona, Capraia, Cipro, Chio, Samo, Galata a Costantinopoli, Sebastopoli, Cembalo, Soldaia, Tana, Caffa in Crimea e Tabarca in Tunisia. Nella zona ligure vigeva un ordinamento non centralizzato.

#### Ripartizione amministrativa
Nell'ultima fase della sua indipendenza lo stato dogale era costituito da gran parte dell'attuale Liguria.
Verso la metà del XVIII secolo il dominio genovese era amministrativamente suddiviso in:

##### Terraferma
- Marittima:
  - città di Genova, governi di Val di Bisagno e di Val Polcevera (Rivarolo).
  - Riviera di Levante: governi di Chiavari, della Spezia, Sarzana; 
    - capitaneati di Rapallo, Recco, Sestri, Lerici;
    - podestarie di Castiglione di Chiavari, Neirone-Roccatagliata, Varese Ligure, Godano, Brugnato; vicariato di Montoggio.

  - Riviera di Ponente: governo di Sestri Ponente; 
    - capitaneati di Savona, Ventimiglia, Pieve di Teco;
    - commissariati di Zuccarello, Albenga;
    - podestarie di Alassio, Vado, Pietra Ligure, Varazze, Stella, Diano, Pegli, Lingueglietta, Cervo, Andora, Taggia, Ceriana, Triora; vicariati di Sanremo, Magnifica Comunità degli Otto Luoghi (Bordighera, Borghetto San Nicolò, Camporosso, San Biagio, Sasso, Soldano, Vallebona e Vallecrosia), Porto Maurizio;
    - castellanie e consolati di Casanova, Vellego, Bussana, Santo Stefano, La Viozenna, Onzo, Penna, Mendatica, Cosio, Pornassio
- Paesi d'Oltregioghi: governo di Novi; 
  - capitaneati di Ovada, Gavi;
  - podestarie di Sassello, Parodi, Voltaggio e Fiaccone;
- Marchesato di Busalla, marchesato e feudo imperiale ceduto dagli Spinola nel 1728 (enclave)
- Marchesato di Castellaro e Pompeiana con Terzorio, feudo concesso ai Gentile
- Marchesato di Finale (1713), infeudato alla Repubblica di Genova, con le podestarie di Finale, Calizzano, Carcare (enclave)
- Marchesato di Masone, dal 1343 alla Repubblica di Genova che lo infeudò prima ai Lomellino, poi agli Spinola e infine ai Pallavicini (enclave)

##### Paesi d'oltremare
- Capraia nell'Arcipelago Toscano: capitaneato con sede nel Castello San Giorgio
- Corsica dal 1481, ceduta nel 1768 alla Francia con il Trattato di Versailles, suddivisa in 10 Giurisdizioni e 4 feudi:
  - Banda di Fuori o Pomonte con Ajaccio, Calvi, Sagona, Bonifacio, Bastelica, Isola Rossa
  - Banda di Dentro o Cismonte con Bastia, San Fiorenzo, Cervione, Porto Vecchio, Aleria, Corte
- Tabarca: base per la raccolta del corallo dal 1540 e abbandonata al Bey di Tunisi nel 1756

##### Protettorati
- Contea di Airole, dal 1490 ai conti Lascaris di Ventimiglia all'interno del Capitaneato di Ventimiglia
- Signoria di Cantalupo, feudo degli Spinola fino al 1518, venne poi concesso ai Botta Adorno
- Signoria di Olivetta, all'interno della Castellania di Penna, concessa ai vescovi di Grasse a titolo personale

##### Enclave
- Albera, signoria abbaziale autonoma
- Arnasco e Stellanello, signoria dei Del Carretto, ai Savoia dal 1738
- Balestrino, con Bardineto e Carpe, signoria dei Del Carretto fino al 1757
- Campofreddo, marchesato e feudo imperiale degli Spinola di Luccoli
- Carrosio, feudo degli Spinola, dal 1738 ai Savoia
- Croce de' Fieschi e Vobbia, marchesato e feudo imperiale dei Fieschi
- Dolceacqua, marchesato e feudo imperiale dei Doria; in seguito alleato dei Savoia
- Contea di Loano, sotto i Doria; poi ai Savoia dal 1770
- Repubblica di Noli, autonoma e alleata
- Principato di Oneglia, possedimento dei Doria fino al 1576, poi appartenente ai Savoia
- Savignone e Casella, marchesato e feudo imperiale dei Fieschi
- Perinaldo e Seborga feudi imperiali dei Doria; nel 1729 Seborga venne acquistata dai Savoia
- Marchesato di Torriglia, feudo imperiale dei Doria

## Ordini equestri
- Ordine militare di San Giorgio (1453)

|  |  |